# Boanța, Bacău
Boanța este un sat în comuna Filipești din județul Bacău, Moldova, România. La recensământul din 2002 avea o populație de 181 locuitori.